# تابستان بی‌انتها
«تابستان بی‌انتها» (به انگلیسی: Endless Summer) تک‌آهنگی از خواننده آلمانی، اوشیانا است که آهنگ رسمی جام ملت‌های اروپا ۲۰۱۲ بود.